# Jorge Hernández (boxe anglaise)
Pour les articles homonymes, voir Jorge Hernández.
Jorge Hernández Padrón est un boxeur cubain né le 17 novembre 1954 à La Havane et mort le 12 décembre 2019.

## Carrière
Champion du monde de boxe amateur à La Havane en 1974 dans la catégorie mi mouches, Jorge Hernández remporte la médaille d'argent à Belgrade en 1978 ainsi que la médaille d'or aux Jeux panaméricains de Mexico en 1975 puis devient champion olympique aux Jeux de Montréal en 1976 après sa victoire en finale contre le Nord coréen Li Byong-uk.

## Parcours auxJeux olympiques
Jeux olympiques d'été de 1976 à Montréal (poids mi-mouches) :
- Bat Beyhan Fuchedzhiev (Bulgarie) par arrêt de l'arbitre à la 3e reprise
- Bat Zoffa Zarawi (Papouasie-Nouvelle-Guinée) par KO au 3e round
- Bat Chan-Hee Park (Corée du Sud) 3-2
- Bat Orlando Maldonado (Porto Rico) 5-0
- Bat Li Byong-uk (Corée du Nord) 4-1